# Sphenia hatcheri
Sphenia hatcheri is een tweekleppigensoort uit de familie van de Myidae. De wetenschappelijke naam van de soort is voor het eerst geldig gepubliceerd in 1899 door Pilsbry.